# Mihail Popescu
Mihail-Eugeniu Popescu (n. 1 aprilie 1948, Cârlogani, județul Olt – d. 20 iunie 2013) a fost un general de armată și om politic român, care a îndeplinit funcția de șef al Marelui Stat Major al Armatei Române (2000-2004).

## Biografie
Mihail-Eugeniu Popescu s-a născut la data de 1 aprilie 1948, în satul Cârlogani (județul Olt). A absolvit Liceul Militar „Dimitrie Cantemir” din Breaza (1966), Școala Militară Superioară de Ofițeri Activi de Artilerie și Rachete de la Sibiu (1969)
și apoi Academia Militară din București (1973).
Ulterior a urmat Cursul Postacademic Superior de Stat Major (1984), Colegiul Național de Apărare (1993), Cursul intensiv de cunoaștere a limbii engleze (1997), Cursul NATO pe probleme de apărare pentru generali de la Roma (1997). A obținut în anul 1995 titlul științific de Doctor în Științe Militare.
După absolvirea Școlii de Ofițeri, a activat ca ofițer de artilerie, îndeplinind funcții de comandă cum ar fi: comandant de pluton la Brigada 17 Artilerie și la Centrul de Instrucție al Artileriei (1969-1971), comandant de divizion obuziere-tunuri și locțiitor al comandantului Brigăzii 8 Artilerie (1973-1981), comandant al Regimentului 315 Artilerie de la Șimleul Silvaniei (1981-1982), locțiitor al comandantului și șef al artileriei Diviziei 81 Mecanizate (1982-1984), locțiitor al comandantului și șef al artileriei Armatei a 4-a, cu garnizoana la Cluj (1984-1992), inspector general al artileriei la Inspectoratul Statului Major General (1993-1997).
În anul 1997, generalul de brigadă (cu o stea) Mihail Popescu a fost numit în funcția de șef al Direcției Doctrină și Instrucție din Statul Major General. La data de 1 decembrie 1997, a fost înaintat la gradul de general de divizie (cu 2 stele) , fiind numit, prin ordin al ministrului apărării, în funcția de șef al Statului Major al Trupelor de Uscat (1997-2000).
În această perioadă, a fost înaintat la gradul de general de corp de armată (cu 3 stele) începând cu 1 decembrie 1999.
La data de 31 octombrie 2000, generalul de corp de armată dr. Mihail-Eugeniu Popescu a fost înaintat în gradul de general de armată  și numit în funcția de șef al Marelui Stat Major al Armatei Române.
În perioada în care a îndeplinit funcția de șef al Statului Major General al Armatei Române, la data de 21 noiembrie 2002, cu prilejul summit-ului NATO de la Praga, secretarul general al Organizației Nord-Atlantice, lordul George Robertson, a anunțat invitarea României și a altor șase state de a se alătura Alianței. Protocoalele de aderare la NATO a celor șapte state invitate la summit-ul de la Praga au fost semnate la Reuniunea extraordinară a Consiliului Nord-Atlantic din 26 martie 2003.
În anul 2004, generalul Popescu a devenit membru al Comitetului Militar al NATO. La data de 2 aprilie 2004, împreună cu ministrul apărării naționale, Ioan Mircea Pașcu, el a inaugurat sistemul tip videoconferință prin care conducerea M.Ap.N. poate comunica sistematic cu detașamentele de militari români aflați în misiune pe teatrele de operații din Irak, Afganistan și Balcani.
Apoi, la 15 aprilie 2004, generalul Mihail Popescu a participat la ceremonia organizată cu prilejul admiterii celor noi șapte state în Alianța Nord-Atlantică în orașul belgian Mons.
La data de 25 octombrie 2004, generalul cu patru stele Mihail Popescu a fost eliberat din funcția de șef al Marelui Stat Major al Armatei Române, fiind trecut în rezervă.
Generalul Mihail Popescu este căsătorit.

## Controverse
În septembrie 2006, procurorii Direcției Naționale Anticorupție au declanșat urmărirea penală impotriva senatorului PSD Mihail Popescu, fost șef al Statului Major General, învinuit pentru abuz în serviciu contra intereselor publice, în formă calificată  și continuată, în dosarul "Tofan Grup". În acest dosar, este învinuit și succesorul său la șefia Statului Major General, generalul Eugen Bădălan, precum și alți patru ofițeri. Cei doi generali sunt  acuzați că în perioada cât au fost șefi ai Statului Major al Forțelor Terestre (S.M.F.T) au subevaluat prețurile la deșeurile metalice rezultate din dezmembrarea tehnicii militare și au acceptat prețuri supraevaluate la anvelope în contractul încheiat cu SC Tofan Steel SRL.
În anul 2000, s-a semnat un contract prin care Ministerul Apărării (Statul Major al Forțelor Terestre) a cedat firmei Tofan Grup tehnică militară casată primind în schimb anvelope, în valoare totală de 318.592 USD (aprox 6.550.242.901 ROL) la cursul de schimb de la data semnării contractului. Acest contract a fost derulat până în decembrie 2004.
Generalul (r) Mihail Popescu a afirmat că, în anul 2000, a făcut un raport către șeful SMG, generalul Mircea Chelaru, și către ministrul Apărării, Sorin Frunzăverde, în care explica necesitatea de achiziționare de anvelope pentru militarii români angajați în operațiunile de menținere a păcii din Bosnia și Angola. "Nu puteam să-i expunem pe băieții noștri de acolo și la alte riscuri, adică la accidente rutiere și era nevoie de anvelope noi, iar noi nu aveam bani atunci. Nu aveam bani nici pentru hrană, lumină sau plata salariilor".
După cum afirmă generalul (r) Mircea Vasilescu, directorul Direcției Audit Intern a Ministerului Apărării și cel care a sesizat DNA-ul, "au fost predate firmei Tofan aproximativ 4200 de autovehicule nedezmembrate - transportoare blindate, autobasculante, autobuze, autocisterne, autotractoare și numeroase alte bunuri, foarte multe neprevăzute nici măcar în contract, decontându-se doar 23.300 de tone de deșeuri, în schimbul a 3300 de anvelope, 1700 camere și 700 de bandaje. Cele peste 6000 de anvelope invocate inițial în raportul către ministru s-au transformat în 3300. (...) În urma derulării contractului, se poate afirma cu certitudine că a fost asimilată deșeurilor metalice și tehnica militara care, la momentul perfectării angajamentului cu Tofan Steel, nu era dezmembrată, iar aproximativ 80 la sută nici măcar nu era scoasă din funcțiune. Această tehnica nu putea face legal obiectul schimbului și totuși schimbul s-a făcut".
Prin depășirea fără drept a prevederilor contractului, după cum afirmă DNA, s-ar fi cauzat Armatei un prejudiciu, conform expertizei efectuate în cauză, de 26.379.300.734 ROL. Prin compararea valorii anvelopelor predate cu sumele obținute de SC Tofan Steel SRL de la unitățile de profil unde au predate tehnica nedezmembrată și deșeurile, a rezultat un beneficiu de peste 20 miliarde ROL. În plus, ar mai fi fost predate către Tofan Steel 5.000 tone deșeu fier vechi, 9 tone alamă și 5 tone cauciuc, care nu ar fi fost aprobate la schimb, prin ordin al ministrului.
În replică, generalul Mihail Popescu consideră acel contract ca fiind "absolut legal și corect și benefic armatei", punând această anchetă a DNA-ului pe seama tentativelor lui Traian Băsescu de a încerca să obțină demiterea șefului Statului Major General, Eugen Bădălan.
În aprilie 2000, a fost inaugurat în Parcul Kiseleff Monumentul Infanteriei din București. După cum a afirmat sculptorul Ioan Bolborea, el i-a folosit ca model pe generalii Mihail Popescu (șeful Statului Major al Forțelor Terestre) și pe generalul Vasile Apostol (locțiitor al șefului Statului Major al Forțelor Terestre). „Așa am vrut eu. L-am pus și pe fiul meu acolo... În loc să folosesc chipuri anonime, am ales portrete. Este creația artistului. Nu acest aspect are relevanță. De unde să cunosc eu infanteriști care au murit luptând pentru țară?“ 
Pe 29 iunie 2012, Mihail Popescu a fost condamnat definitiv la patru ani de închisoare cu suspendare. În aceeași sentință, Mihail Popescu, împreună cu alți acuzați, a fost condamnat la plata unei despăgubiri civile considerabile către M.Ap. N. de 1,773,882 de lei.

## Activitatea politică
Imediat după trecerea sa în rezervă, generalul Popescu a devenit membru al Partidului Social Democrat în octombrie 2004. La alegerile parlamentare din noiembrie 2004, el a fost ales ca senator PSD de Vâlcea, pentru legislatura 2004-2008. În această calitate, Mihail Popescu a fost membru în Comisia pentru apărare, ordine publică și siguranță națională din Senatul României, precum și membru al Grupului Parlamentar al Partidului Social Democrat (P.S.D.). În cadrul activității sale parlamentare, Mihail Popescu a fost membru în grupurile parlamentare de prietenie cu Statele Unite Mexicane, Regatul Maroc și Republica Guineea.
Mihail Popescu a înregistrat 102 kuări de cuvânt în 71 de ședințe parlamentare și a inițiat 22 de propuneri legislative, din care 2 au fost promovate legi.
Mihail Popescu a fost membru în Consiliul Național al PSD.

## Activitatea științifică
Generalul Mihail Popescu a desfășurat o bogată activitate științifică, fiind autorul a peste 70 de articole și lucrări publicate în reviste de specialitate. De asemenea, a susținut o serie de comunicări în cadrul unor sesiuni, simpozioane sau conferințe. Este membru al Academiei Oamenilor de Știință din România din anul 1999.
Începând din anul 2004 este conferențiar universitar la Colegiul Național de Apărare.
Generalul Mihail Popescu este coautor al următoarelor cărți: 
- Acțiunile militare împotriva blindatelor
- Sistemul de mobilizare al armatei și economiei naționale
- Arta militară de-a lungul mileniilor.

## Decorații
- Ordinul Național "Steaua României" în grad de Mare Cruce (1 decembrie 2000)
- Legiunea de Merit în Grad de Comandor, conferită de președintele SUA (18 aprilie 2001)
- Diplomă de merit pentru "contribuția adusă la intrarea României în NATO", conferită de președintele României (11 decembrie 2002)
- Ordinul Național "Legiunea de Onoare" în Grad de Ofițer, conferit de președintele Republicii Franceze (4 iunie 2004) [17]

## Citate
„Istoria Statului Major General este istoria României, de la întemeierea sa statală la accederea în Alianța Nord-Atlantică.”—General Mihail Popescu